# لا پلاسیتا پارک، ویچیتا، کانزاس
لا پلاسیتا پارک (به انگلیسی: La Placita Park) یک منطقهٔ مسکونی در ایالات متحده آمریکا است که در ویچیتا، کانزاس واقع شده‌است. لا پلاسیتا پارک ۲٬۷۵۵ نفر جمعیت دارد و ۳۹۹٫۶ متر بالاتر از سطح دریا واقع شده‌است.